# Feuerwehr Delmenhorst
Die Feuerwehr Delmenhorst ist eine Feuerwehr aus der Kreisfreien Stadt Delmenhorst und besteht aus einer Berufsfeuerwehr und einer Freiwilligen Feuerwehr mit drei Standorten.

## Geschichte
Im Jahr 1895 wurde die Freiwillige Turnerfeuerwehr aus der Turnverein Delmenhorst heraus gegründet, um die steigende Brandlast, die die wirtschaftliche Entwicklung zur Folge hatte, bewältigen zu können. 1924 übertrug die Stadt der Freiwilligen Feuerwehr Delmenhorst den Krankentransport. Im Jahr 1928 entstand die Hauptamtliche Wachbereitschaft (HW) durch die Einstellung von Walter Albrecht. Er war Autoschlosser und bereits in der Freiwilligen Feuerwehr Gerätemeister und Krankenbeförderer. Zusätzlich war er zuständig für Wach- und Krankentransportdienst. Mit diesem Ein-Mann-Betrieb wurde die Hauptamtliche Wachbereitschaft aufgebaut. 1946 übernahm die Feuerwehr Delmenhorst, aufgrund einer Verordnung des Oldenburger Staatsministeriums, den Krankentransport des ganzen Oldenburger Landes. Das hatte zur Folge, dass weitere Feuerwehrmänner eingestellt wurden.

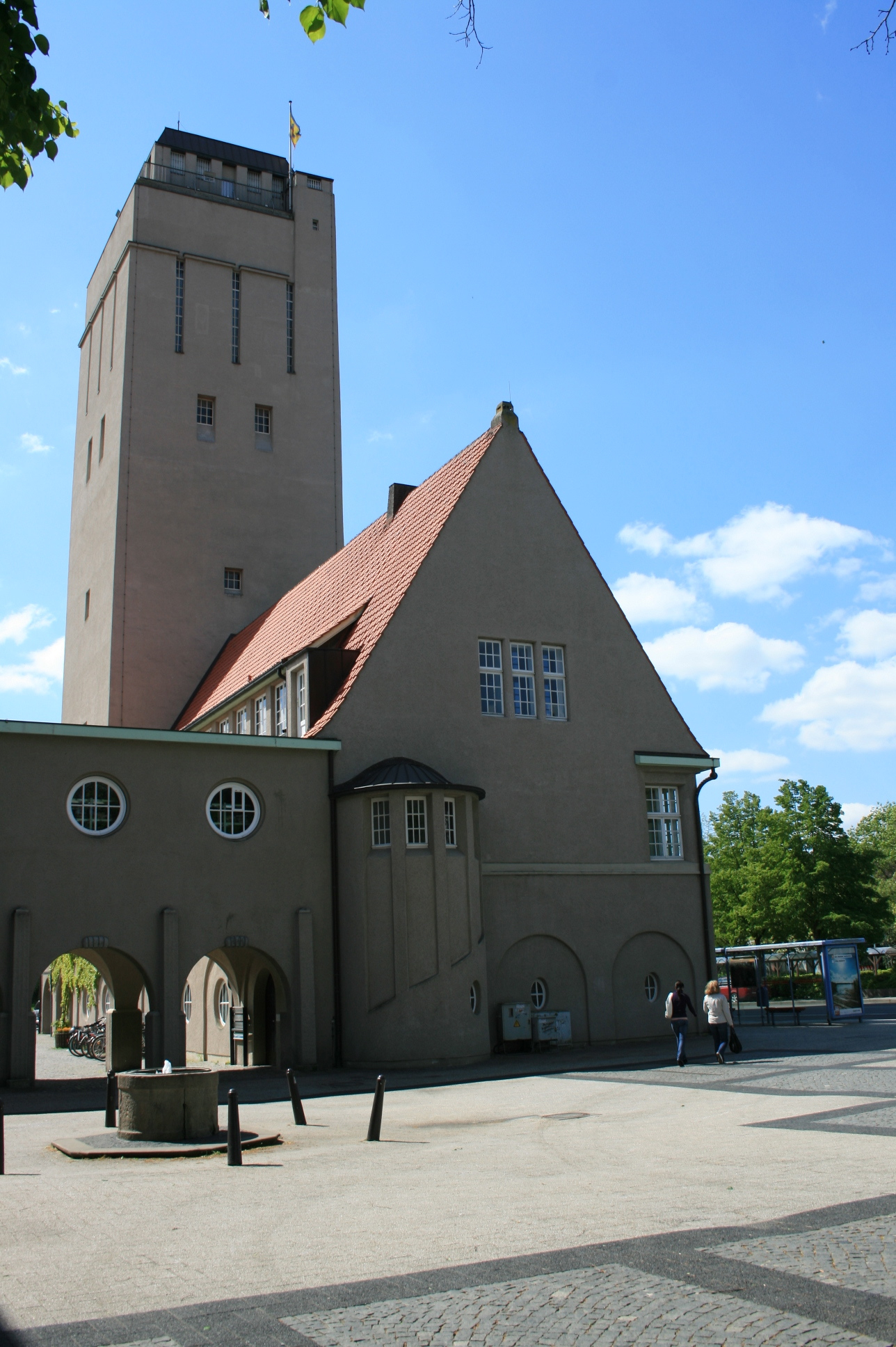
Ehemalige Feuerwache Am Wasserturm

Die Krankenwagenfahrer waren in den 1950er Jahren noch städtische Mitarbeiter und wurden später Angestellte. Zur selben Zeit erfolgte auch die Eingliederung der HW in die städtische Verwaltung. Die HW besetzten bei Bränden das erste Feuerwehrfahrzeug, die damals in der Feuerwache Am Wasserturm untergebracht waren. 1966 schied Albrecht als Hauptbrandmeister aus dem aktiven Dienst aus, da er die vorgeschriebene Altersgrenze erreicht hatte. Zu dieser Zeit waren bereits 17 Feuerwehrmänner beschäftigt. 1972 wurden weitere Feuerwehrmänner eingestellt, da weitere Aufgaben hinzukamen und die Wochenarbeitszeit durch Einführung des Dienstplans nach Bremer Modell von 72 auf 56 gesenkt wurde. Dennoch konnte zu Brandeinsätzen weiterhin nur mit 2 bis 3 Feuerwehrmännern ausgerückt werden. Zusätzlich verzögerte sich die Ausrückzeit, da nicht alle Gerätschaften und Fahrzeuge in der Feuerwache Am Wasserturm Platz fanden. 1974 wurde, aufgrund von Platzproblemen, die jetzige Feuerwache an der Rudolf-Königer-Straße 35 bezogen, was vorher eine Presskorkfabrik war und umgebaut wurde. Außerdem nahm dort auch die Feuerwehrtechnische Zentrale (FTZ) ihren Dienst auf.
Im Jahr 1980 wurde das Brandschutzamt (Amt 37) der Stadt Delmenhorst eingerichtet und Karlheinz Reibold wurde dessen Amtsleiter. Er wurde 1981 zusätzlich Stadtbrandmeister und übernahm die Gesamtleitung der Feuerwehr. Das sorgte dafür, dass mehr und mehr Professionalität einzog. So wurde weiteres Personal eingestellt und nach Richtlinien der Berufsfeuerwehren ausgebildet. Darüber hinaus wurden alle Feuerwehrmänner im Rettungsdienst zu Rettungssanitätern ausgebildet. Zu dieser Zeit gab es 32 Angestellte. 1988 wurde das Notarzteinsatzfahrzeug in Dienst gestellt, das von einem Notarzt und einem Feuerwehrmann mit Ausbildung zum Rettungsassistent besetzt wurde. Der Personalstand betrug damals 39 Angestellte.
1990 stiegen die Einsatzzahlen auf 7.747 und waren von den nun 42 Angestellten der HW nicht mehr zu bewältigen. Deshalb wurde bei jedem Einsatz die Freiwillige Feuerwehr zusätzlich alarmiert, die dann die Wache besetzen sollte. Dies führte jedoch zu einem Streit zwischen Arbeitnehmervertretung und Stadtverwaltung. Im selben Jahr folgte die Umstrukturierung der HW, nachdem sich auch die Aufsichtsbehörde der Bezirksregierung Weser-Ems, einschaltete. Somit wurden die ersten Angestellten, wie in Berufsfeuerwehren, Feuerwehrbeamte. 1992 wurde festgelegt, dass ständig eine Löschstaffel (1/5/6) bei Brand-, Hilfeleistungs- und Umwelteinsätzen vorzuhalten ist, die dann bei Alarmierung mit einem Hilfeleistungslöschgruppenfahrzeug (HLF) und einer Drehleiter (DLK) ausrückten. Es wurde 1991 festgelegt, dass 14 Einsatzfunktionen der HW rund um die Uhr besetzt sind. Dies wurde durch weitere Einstellungen möglich und der Personalstand wuchs auf 57 Feuerwehrbeamte. Der Rettungsdienst (2 Rettungswagen (RTW), 1 Notarzteinsatzfahrzeug (NEF)) wurde von der HW rund um die Uhr besetzt. 1999 wurde ein Sanierungskonzept für die Verwaltung, die Leitstelle und die Fahrzeughalle wurde in Auftrag gegeben und im Jahr 2000 wurde der Neubau in Betrieb genommen. Am 4. Oktober 2011 wurde mehrheitlich vom Stadtrat beschlossen, die Hauptamtliche Wachbereitschaft in eine Berufsfeuerwehr umzuwandeln, was jedoch nur eine Namensänderung zur Folge hatte. Die Berufsfeuerwehr Delmenhorst ist die 11. Berufsfeuerwehr in Niedersachsen und bundesweit die 105. Berufsfeuerwehr.

## Einsätze
Die Berufsfeuerwehr und die Freiwilligen Feuerwehren rücken jährlich zu ca. 400 Brandeinsätze, ca. 600 Hilfeleistungseinsätze und 14.000 Rettungsdiensteinsätze aus.

## Leitung der Feuerwehr
Auflistung aller Stadtbrandmeister oder Leiter der Hauptamtlichen Wachbereitschaft bzw. der Berufsfeuerwehr:
| Amtsjahre | Name                                             |
| --------- | ------------------------------------------------ |
| 1928–1966 | Walter Albrecht                                  |
| 1966–1980 | N.N.                                             |
| 1980–1990 | Karlheinz Reibold (Leiter HWB/Kreisbrandmeister) |
| 1990–2008 | Manfred Hübner (Leiter HWB/Stadtbrandmeister)    |
| 2008–2012 | Thomas Simon (Leiter HWB/Berufsfeuerwehr)        |
| 2012–2018 | Dieter Speckels (Stadtbrandmeister – Ehrenamt)   |
| 2012–2020 | Thomas Stalinski (Leiter Berufsfeuerwehr)        |
| 2020–2023 | Holger Klein-Dietz (Leiter Berufsfeuerwehr)      |
| Seit 2023 | Roland Friesen (Leiter Berufsfeuerwehr)          |

## 112: Feuerwehr im Einsatz
Die Feuerwehr Delmenhorst ist eine von drei Feuerwehren, die für die ersten zwei Staffeln der DMAX Serie 112: Feuerwehr im Einsatz von einem Kamerateam bei ihren Einsätzen begleitet wurden.